# Dolmen d’Escabassolle
Der Dolmen d’Escabassolle ist eine megalithische Grabanlage bei Bach im Département Lot in Frankreich. Dolmen ist in Frankreich der Oberbegriff für neolithische Megalithanlagen aller Art (siehe: Französische Nomenklatur).

## Lage
Der Dolmen liegt im Norden von Bach nahe der Gemeindegrenze zu Concots auf dem höchsten Punkt einer Erhebung. Auf dem Gemeindegebiet von Bach gibt es noch eine weitere megalithische Grabanlage: den Dolmen de Mas Trougnès.

## Beschreibung
Der Dolmen besitzt eine sehr verflachte runde Hügelschüttung mit einem Durchmesser zwischen 12 m und 14 m. Nach Jean Clottes’ Beschreibung war 1977 von der Kammer nur noch eine einzelne Steinplatte erhalten, möglicherweise die rechte Wandplatte. Sie ist 2,25 m lang, 0,90 m hoch und 0,20 m dick. Der ursprüngliche Zugang zur Kammer dürfte sich im Nordosten befunden haben. Der heutige Zustand weicht deutlich von dieser Beschreibung ab. Am Standort des Dolmens sind zwei Wandsteine und ein darauf ruhender Deckstein erhalten. Eventuell erfolgte nach 1977 eine Restaurierung.